# 임세찬
임세찬(1988년 4월 27일 ~)은 대한민국의 뮤지컬 배우, 모델, 웹툰 작가다.

## 방송
- 캐스팅 콜 (2018) - Top40
- SBS 스페셜 (2019)

## 공연
- RABBIT (2022) - 남길 역